# Diane Roy
Pour les articles homonymes, voir Roy.
Diane Roy, née le 9 janvier 1971 à Notre-Dame-du-Lac, est une athlète canadienne en fauteuil roulant.
Entre 1996 et 2016, elle participe à six Jeux paralympiques consécutifs et à cinq championnats du monde consécutifs, et remporte 11 médailles, dont une médaille d'or au marathon aux Championnats du monde de 2006,.

## Biographie

### Carrière
Les Jeux olympiques d'été de 2004 présentent une démonstration de l'épreuve féminine du 800 mètres en fauteuil roulant, dans laquelle Diane Roy termine quatrième. Elle participe également aux Jeux paralympiques d'été de 2004, et remporte une médaille de bronze aux courses de 400 mètres et de 1500 mètres.
Aux Jeux paralympiques d'été de 2008, Diane Roy reçoit la médaille d'or au 5 000 mètres T54. Cependant, une reprise de la course est ordonnée par le Comité international paralympique à la suite des protestations des équipes australienne, américaine et suisse après que six concurrents aient été impliqués dans un incident dans l'avant-dernier tour. La course est refaite, et permet aux trois mêmes athlètes de remporter des médailles, mais dans un ordre différent, Diane Roy se classant deuxième.
En 2008, elle reçoit la Médaille d'honneur de l'Assemblée nationale.
En 2009, elle est intronisée au Temple de la renommée Terry Fox.
En 2012, à quelques jours près des compétitions aux Jeux paralympiques de Londres, elle a annoncé qu'elle se mettait comme défi de mieux faire qu'à Pékin et de gagné deux médailles d'or.

### Vie personnelle
Diane Roy passe la majorité de son enfance dans une ferme à Lac-des-Aigles, au Québec. Elle est la septième de huit enfants, ayant cinq frères et deux sœurs. Dès son entrée au secondaire, Diane Roy développe un intérêt pour plusieurs sports, dont le basketball, le badminton, le ski alpin, le tennis et le handball en particulier, qu'elle pratique jusqu'à sa dernière année de secondaire. À 17 ans, victime d'un accident de voiture, la jeune femme subit une blessure paralysante et perd l'usage de ses jambes. Cela interrompt temporairement ses activités.
Depuis 1998 environ, Diane Roy travaille comme adjoint administratif chez Royal LePage. Elle a un fils Émile.